# متزوج ولدي أطفال (مسلسل)
متزوج وعندي أطفال (بالإنجليزية: Married... with Children)‏ مسلسل تلفزيوني أمريكي يعتمد على كوميديا الموقف عرض على قناة شبكة فوكس التلفزيونية من 5 أبريل 1987 إلى 9 يونيو 1997 حيث تم تصوير 11 جزء بواقع 261 حلقة .

## القصة
تدور أحداث المسلسل آل باندي الذي قرر التخلي عن مستقبله الرياضي الباهر من أجل الزواج من حبيبته بيغي وتأسيس أسرة صغيرة تتألف من ولد وهو باد وبنت واسمها كيلي والعمل بائع للأحذية والحلم بالغنى في كل يوم .

## الشخصيات
| الممثل(ة)       | الشخصية        | عدد الحلقات |
| إد أونيل        | آل باندي       | 261         |
| ديفيد فوستينو   | باد باندي      | 259         |
| كريستينا أبلغيت | كيلي باندي     | 258         |
| كاتي ساغال      | بيغي باندي     | 249         |
| أماندا بيرس     | مارسي دارسي    | 242         |
| تيد مكغينلي     | جيفيرسون دارسي | 165         |
| باك             | باك الكلب      | 160         |
| ديفيد غاريسون   | ستيف روادس     | 75          |
| هارولد سيلفستر  | غريف           | 44          |
| لاكي            | لاكي الكلب     | 41          |
| --------------- | -------------- | ----------- |

## جوائز المسلسل
| السنة | المهرجان                                | الجائزة                                  | الحاصل عليها                   |
| 1989  | مهرجان الفنانين الصغار                  | أفضل ممثلة شابة في مسلسل تلفزيوني كوميدي | كريستينا أبلغيت                |
| 1994  | مهرجان أفتونبلاديت التلفزيوني السويدي   | أفضل مسلسل تلفزيوني أجنبي                | المسلسل                        |
| 1995  | مهرجان أسكاب لموسيقى السينما والتلفزيون | أفضل مقدمة موسيقية مسلسل تلفزيوني        | جوناثان وولف                   |
| 1996  | مهرجان أسكاب لموسيقى السينما والتلفزيون | أفضل مقدمة موسيقية مسلسل تلفزيوني        | جوناثان وولف                   |
| 2008  | مهرجان أرض التلفزيون                    | أفضل شقيقين في عائلة مجنونة              | كريستينا أبلغيت وديفيد فوستينو |
| ----- | --------------------------------------- | ---------------------------------------- | ------------------------------ |

## روابط خارجية
- متزوج وعندي أطفال على موقع IMDb (الإنجليزية)
- متزوج وعندي أطفال على موقع ميتاكريتيك (الإنجليزية)
- متزوج وعندي أطفال على موقع الموسوعة البريطانية (الإنجليزية)
- متزوج وعندي أطفال على موقع روتن توميتوز (الإنجليزية)
- متزوج وعندي أطفال على موقع أول موفي (الإنجليزية)
- متزوج وعندي أطفال على موقع فيلمافينيتي (الإسبانية)
- متزوج وعندي أطفال على موقع كينوبويسك (الروسية)
- متزوج وعندي أطفال على موقع ألو سيني (الفرنسية)
- متزوج وعندي أطفال على موقع قاعدة بيانات الفيلم (الإنجليزية)